# جمعية مرشدات منغوليا
جمعية مرشدات منغوليا هي منظمة الإرشادية الوطنية في منغوليا. تأسست المنظمة في عام 1996، وأصبحت المنظمة عضوا منتسبا في الرابطة العالمية للمرشدات وفتيات الكشافة في عام 2005 وعضو كامل العضوية في عام 2014. المنظمة للبنات فقط وتضمّ 1,050 عضوة (اعتبارا من عام 2008).